# ボブ・レモン
ロバート・グランビル・レモン（Robert Granville Lemon, 1920年9月22日 - 2000年1月11日）は、アメリカ合衆国カリフォルニア州サンバーナーディーノ出身のメジャーリーグベースボール選手（投手）。右投左打。
1940年代から1950年代にかけてクリーブランド・インディアンス一筋で活躍し、シンカーを得意球として通算207勝を挙げた。現役引退後、3球団で監督を務め、ニューヨーク・ヤンキースでは1978年にチームをワールドシリーズ制覇に導いている。

## 経歴

### 現役時代
1938年にクリーブランド・インディアンスと契約。1941年9月9日の対フィラデルフィア・アスレチックス戦（シャイブ・パーク）で、試合終盤からケン・ケルトナーに代わり三塁の守備に就いてメジャーデビューを果たす。翌1942年にかけての2年間は10試合に出場したが、すべて三塁手または代打としての起用であった。3年間の兵役を終えて戦列復帰した1946年には投手に転向して32試合に登板し、4勝を挙げる一方で、中堅手や代打としても起用され、合計55試合に出場。11勝を挙げた1947年より投手に専念することになるが、打力にも優れ、その後も代打での出場は多かった。
1948年は6月30日の対デトロイト・タイガース戦（ブリッグス・スタジアム）でノーヒットノーランを達成。20勝を挙げ、チームのワールドシリーズ制覇に貢献。以後、シーズン20勝以上を7回記録し、ア・リーグ最多勝利を3回受賞。MLBオールスターゲームにも7回出場した。1950年には自己最多の23勝を挙げた。この頃のインディアンスはボブ・フェラー、アーリー・ウィン、マイク・ガルシアと共に「四本柱」を形成。1954年には再び自己最多タイの23勝を挙げ、チームのワールドシリーズ進出に貢献。しかし、ニューヨーク・ジャイアンツに敗れ、チームは以後1997年までの41年間にわたってワールドシリーズから遠ざかることとなる。
1956年には通算200勝を達成、達成試合では自ら本塁打を打っており、200勝達成試合での本塁打はメジャーリーグ史上初。この年の20勝を最後に成績は下降し、0勝に終わった1958年限りで現役を引退。

### 引退後

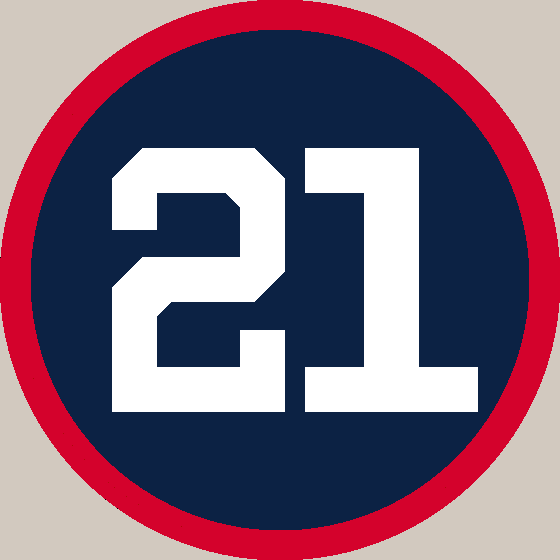
レモンの背番号「21」。
クリーブランド・インディアンスの永久欠番に1998年指定。

引退後、1960年にインディアンスの投手コーチを務めた。その後はインディアンス、フィラデルフィア・フィリーズ、カリフォルニア・エンゼルスの傘下マイナーリーグで監督を務め、1966年にはエンゼルス傘下のAAA級シアトル・エンゼルスをパシフィック・コースト・リーグ優勝に導く。1970年シーズン途中にカンザスシティ・ロイヤルズの監督に就任。1971年には85勝76敗で創設3年目のチームをア・リーグ西地区2位に導き、最優秀監督賞を受賞するが、4位に終わった1972年限りで退任。
1976年には全米記者協会の投票でアメリカ野球殿堂入りを果たす。同年、ニューヨーク・ヤンキースの投手コーチに就任し、ビリー・マーチンが監督の下、ワールドシリーズ進出（シンシナティ・レッズに敗北）に貢献。1977年にはシカゴ・ホワイトソックスの監督に就任。同年は90勝72敗で地区3位と健闘したが、1978年は開幕から34勝40敗となった6月30日にオーナーのビル・ベックに解任された。ところが翌7月24日、ヤンキースの球団社長アル・ローゼンは監督を解任されたマーチンの後任として、前月に他球団の監督を解任されたばかりのレモンを招聘。この時点でチームは首位ボストン・レッドソックスと10.5ゲーム差の4位だったが、残り67試合で47勝20敗と猛追しレッドソックスに追いつき、ワンゲームプレイオフでレッドソックスを下し地区優勝。更にリーグチャンピオンシップシリーズ（ALCS）でもロイヤルズを倒し、ワールドシリーズでもロサンゼルス・ドジャースを倒して、ワールドチャンピオンに輝く。翌1979年途中に解任され、再びマーチンが監督となる。1981年途中に、ジーン・マイケルの監督解任の後を受けて再度ヤンキースの監督に就任。この時には11勝14敗に終わったが、この年は50日間に及ぶストライキによってシーズンが前期・後期と二分されており、前期優勝したチームは、ディビジョンシリーズを制して地区優勝。リーグチャンピオンシップシリーズでもマーチン率いるオークランド・アスレチックスを破って、再び途中就任でワールドシリーズに進出。しかし、ドジャースに敗れ、監督として2度目のワールドチャンピオンはならなかった。1982年に開幕からわずか14試合（6勝8敗）で解任。その後はマイケルが代理監督を務め、更にシーズン途中でクライド・キングが代理監督を務めてシーズンを全うした。結局、ヤンキースでは2度のワールドシリーズを経験したが、全て年度途中での交代のため、指揮を執ったのはわずか172試合であった。
1998年に古巣インディアンスはレモンの在籍時の背番号「21」を永久欠番に指定したが、指定当時「21」は当時インディアンス監督を務めていた、チームでの後輩にあたるマイク・ハーグローヴがつけていた。
2000年1月11日にカリフォルニア州ロングビーチで死去。79歳没。
投手としての主な球種はストレート、カーブ、スライダー、シンカー「米書　guide　to　pitchersより」

## 詳細情報

### 年度別投手成績
| 年 度      | 球 団      | 登 板 | 先 発 | 完 投 | 完 封 | 無 四 球 | 勝 利 | 敗 戦 | セ 丨 ブ | ホ 丨 ル ド | 勝 率 | 打 者 | 投 球 回 | 被 安 打 | 被 本 塁 打 | 与 四 球 | 敬 遠 | 与 死 球 | 奪 三 振 | 暴 投 | ボ 丨 ク | 失 点 | 自 責 点 | 防 御 率 | W H I P |
| ---------- | ---------- | ----- | ----- | ----- | ----- | -------- | ----- | ----- | -------- | ----------- | ----- | ----- | -------- | -------- | ----------- | -------- | ----- | -------- | -------- | ----- | -------- | ----- | -------- | -------- | ------- |
| 1946       | CLE        | 32    | 5     | 1     | 0     |          | 4     | 5     | 1        | --          | .444  | 412   | 94.0     | 77       | 1           | 68       | --    | 0        | 39       | 5     | 0        | 40    | 26       | 2.49     | 1.54    |
| 1947       | CLE        | 37    | 15    | 6     | 1     |          | 11    | 5     | 3        | --          | .688  | 725   | 167.1    | 150      | 7           | 97       | --    | 4        | 65       | 6     | 0        | 68    | 64       | 3.44     | 1.48    |
| 1948       | CLE        | 43    | 37    | 20    | 10    |          | 20    | 14    | 2        | --          | .588  | 1214  | 293.2    | 231      | 12          | 129      | --    | 3        | 147      | 3     | 0        | 104   | 92       | 2.82     | 1.23    |
| 1949       | CLE        | 37    | 33    | 22    | 2     |          | 22    | 10    | 1        | --          | .688  | 1159  | 279.2    | 211      | 19          | 137      | --    | 6        | 138      | 1     | 0        | 101   | 93       | 2.99     | 1.24    |
| 1950       | CLE        | 44    | 37    | 22    | 3     |          | 23    | 11    | 3        | --          | .676  | 1254  | 288.0    | 281      | 28          | 146      | --    | 2        | 170      | 5     | 0        | 144   | 123      | 3.84     | 1.48    |
| 1951       | CLE        | 42    | 34    | 17    | 1     |          | 17    | 14    | 2        | --          | .548  | 1139  | 263.1    | 244      | 18          | 124      | --    | 2        | 132      | 4     | 1        | 119   | 103      | 3.52     | 1.40    |
| 1952       | CLE        | 42    | 36    | 28    | 5     |          | 22    | 11    | 4        | --          | .667  | 1252  | 309.2    | 236      | 15          | 105      | --    | 6        | 131      | 8     | 0        | 104   | 86       | 2.50     | 1.10    |
| 1953       | CLE        | 41    | 36    | 23    | 5     |          | 21    | 15    | 1        | --          | .583  | 1216  | 286.2    | 283      | 16          | 110      | --    | 11       | 98       | 9     | 0        | 119   | 107      | 3.36     | 1.37    |
| 1954       | CLE        | 36    | 33    | 21    | 2     |          | 23    | 7     | 0        | --          | .767  | 1077  | 258.1    | 228      | 12          | 92       | --    | 4        | 110      | 6     | 1        | 95    | 78       | 2.72     | 1.24    |
| 1955       | CLE        | 35    | 31    | 5     | 0     |          | 18    | 10    | 2        | --          | .643  | 909   | 211.1    | 218      | 17          | 74       | 3     | 5        | 100      | 8     | 0        | 103   | 91       | 3.88     | 1.38    |
| 1956       | CLE        | 39    | 35    | 21    | 2     |          | 20    | 14    | 3        | --          | .588  | 1074  | 255.1    | 230      | 23          | 89       | 2     | 6        | 94       | 4     | 0        | 103   | 86       | 3.03     | 1.25    |
| 1957       | CLE        | 21    | 17    | 2     | 0     |          | 6     | 11    | 0        | --          | .353  | 540   | 117.1    | 129      | 9           | 64       | 6     | 7        | 45       | 3     | 0        | 70    | 60       | 4.60     | 1.64    |
| 1958       | CLE        | 11    | 1     | 0     | 0     | 0        | 0     | 1     | 0        | --          | .000  | 128   | 25.1     | 41       | 3           | 16       | 2     | 1        | 8        | 1     | 0        | 15    | 15       | 5.33     | 2.25    |
| 通算：13年 | 通算：13年 | 460   | 350   | 188   | 31    |          | 207   | 128   | 22       | --          | .618  | 12099 | 2850.0   | 2559     | 180         | 1251     | 13    | 57       | 1277     | 63    | 2        | 1185  | 1024     | 3.23     | 1.34    |

- 各年度の太字はリーグ最高

### 年度別監督成績
| 年度      | 球団      | 順位      | 試合 | 勝利 | 敗戦 | 勝率 |
| --------- | --------- | --------- | ---- | ---- | ---- | ---- |
| 1970      | KC        | 4位       | 110  | 46   | 64   | .418 |
| 1971      | KC        | 2位       | 161  | 85   | 76   | .528 |
| 1972      | KC        | 4位       | 154  | 76   | 78   | .494 |
| 1977      | CWS       | 3位       | 162  | 90   | 72   | .556 |
| 1978      | CWS       | 5位       | 74   | 34   | 40   | .459 |
| 1978      | NYY       | 1位       | 68   | 48   | 20   | .706 |
| 1979      | NYY       | 4位       | 65   | 34   | 31   | .523 |
| 1981      | NYY       | 1位       | 25   | 11   | 14   | .440 |
| 1982      | NYY       | 5位       | 14   | 6    | 8    | .429 |
| 通算：8年 | 通算：8年 | 通算：8年 | 833  | 430  | 403  | .516 |

- 順位は最終順位
- 順位の太字はワールドシリーズ制覇

### 受賞歴・記録
- ノーヒットノーラン：1回 （1948年6月30日、対デトロイト・タイガース戦）
- 最多勝利：3回 （1950年、1954年、1955年）
- 最多奪三振：1回 （1950年）
- MLBオールスターゲーム出場：7回 （1948年 - 1954年）
- 最優秀監督賞：1回 （1971年）
- アメリカ野球殿堂入り（1976年）

### 背番号
- 38 （1941年）
- 42 （1942年）
- 6 （1946年）
- 21 （1947年 - 1958年、1960年、1971年 - 1972年、1976年 - 1979年、1980年 - 1981年）
- 2 （1970年）